# كاثرين ترودو
كاثرين ترودو هي ممثلة كندية، ولدت في 4 مايو 1975 في كندا.

## وصلات خارجية
- كاثرين ترودو على موقع IMDb (الإنجليزية)
- كاثرين ترودو على موقع ألو سيني (الفرنسية)
- كاثرين ترودو على موقع أول موفي (الإنجليزية)
- كاثرين ترودو على موقع قاعدة بيانات الفيلم (الإنجليزية)
- كاثرين ترودو على موقع كينوبويسك (الروسية)